# 3-1
3-1 was een electropopband uit Amsterdam, opgericht in 1997 en ontbonden in 2009. 3-1 maakte elektronische dansmuziek met elementen uit drum and bass, rave, electro en punk. De band bedacht een eigen term voor zijn muziek: pistolpop.
3-1 is bekend van uitbundige liveoptredens met evenveel aandacht voor muziek als voor visuele elementen en de dansers op het podium. De band trad op in Nederland, Frankrijk, Duitsland, Spanje, België, Polen en Japan.

## Biografie
3-1 werd opgericht in 1997 te Maastricht door Ivo Schmetz en Peter Rutten maar vertrok in 1998 naar Amsterdam. In 2005 tekende de band een platencontract met Basserk.

## Discografie
- Johnny Weissmuller ist tod (Basserk 2004)
- 3 Floors above cracksounds (Basserk 2005)
- Don't Destroy (Basserk 2005)
- Take A Picture (Basserk 2007)
- 13 Horrible Remixes (Basserk 2009)